# سیارک ۹۴۴۷
سیارک ۹۴۴۷ (به انگلیسی: 9447 Julesbordet، نامگذاری:1997JJ18) نه هزار و چهارصد و چهل و هفتمین سیارک کشف شده‌است که در ۳ مه ۱۹۹۷ کشف شد.
قدر مطلق سیارک برابر ۲۹.۵ است.